# Giulio Volpe
Giulio Volpe (Orsara di Puglia, 30 settembre 1887 – Monte Vodice, 18 maggio 1917) è stato un militare italiano, decorato di medaglia d'oro al valor militare alla memoria nel corso della prima guerra mondiale.

## Biografia
Nacque a Orsara di Puglia il 30 settembre 1887, figlio di Michele e Maria Donata De Angelis. Conseguita la licenza elementare lavorò come apprendista sarto, ed appassionato di musica entrò nella banda musicale del suo paese natale. Nell'ottobre 1907 fu chiamato a prestare servizio militare nel Regio Esercito, arruolato come allievo musicante nel 40º Reggimento fanteria. Collocato in congedo nel novembre 1910 riprese a lavorare come sarto. All'atto dell'entrata in guerra del Regno d'Italia, avvenuta il 24 maggio 1915, rientrò in servizio attivo in forza al 32º Reggimento fanteria della Brigata Siena, che nel mese di luglio raggiunse la zona di operazioni nel basso corso del fiume Isonzo. Si distinse nel settore di Castelnuovo, in particolare nella conquista della così detta trincea delle frasche, venendo promosso dapprima caporale e poi caporale maggiore, e nel febbraio 1916 sergente. Durante la battaglia degli Altipiani partecipò ai combattimenti tra il Brenta e l'Adige, e nella successiva controffensiva a quelli a Cima della Caldiera e sul Monte Ortigara. Fu poi inviato al deposito reggimentale con il compito di istruire le reclute destinate a formare il 241º Reggimento fanteria della Brigata Teramo. Assegnato alla 1ª Compagnia ritornò in linea nella zona di Gorizia nell'aprile del 1917 per partecipare alla decima battaglia dell'Isonzo. Dopo aver raggiunto, passando per Plava e Zagaria, i fortini di Zagomilla il 241º Reggimento fanteria ricevette il compito di conquistare il Monte Vodice. L'attacco iniziò il 14 maggio con i fanti del reggimento che raggiunsero la Sella del monte catturando la posizione e prendendo prigionieri e materiali. Nel corso dell'azione la 1ª Compagnia rimase senza ufficiali, tutti morti o feriti nel combattimento, e fu da lui rianimata, riordinata e condotta in azione tanto che il nemico fu costretto a ripiegare. Nel corso del terzo attacco fu colpito a morte da una pallottola.  Per onorarne il coraggio in questo frangente fu decretata la concessione della medaglia d'oro al valor militare alla memoria.

### Fonti
1. 1 2 3 4 5 6 7 8 9 10  Combattenti Liberazione.
2. 1 2  Carolei, Greganti, Modica 1968, p. 72.
3. 1 2 3  Coltrinari, Ramaccia 2018, p. 65.
4. ↑   VOLPE Giulio, Medaglia d'oro al valor militare, su Presidenza della Repubblica.